# Aughinish (County Limerick)
Aughinish is een eiland in het estuarium van de Shannon, gelegen in County Limerick nabij Foynes.
Het eiland is vooral bekend als vestigingsplaats van Rusal Aughinish, de grootste raffinaderij voor de verwerking van bauxiet tot aluminiumoxide in Europa.
Ondanks het feit dat het grootste deel van het eiland ingenomen is door industrie, is ook het eerste Ierse vlinderreservaat gevestigd op Aughinish. Het reservaat bevindt zich in een verlaten steengroeve.

## Naamgenoot
- Aughinish (County Clare)